# 25 años de rocanrol
25 años de rocanrol es un box set recopilatorio del grupo de rock Barricada. El recopilatorio se realizó para celebrar los veinticinco años de actividad de la banda y está formado por dos CD y dos DVD, con un libreto de 72 páginas.
El primer CD1 (titulado «En la bajera») incluye un tema inédito "Sólo quiero tu boca" y temas antiguos regrabados por el grupo para la ocasión en un estudio casero y en directo. El segundo CD contiene rarezas del grupo, como canciones de sus maquetas, temas inéditos y versiones de canciones de otros grupos que han ido haciendo a lo largo de su larga carrera.
El DVD 1 contine una grabación de un ensayo del grupo en 1985, todos los vídeo clips que han grabado hasta la fecha y un documental con el concierto completo grabado en la Txantrea con motivo del día de su 25 aniversario. El segundo DVD recorre las apariciones del grupo en diferentes programas de televisión (actuaciones y entrevistas extraídos de los archivos de TVE y EITB) y diferentes conciertos de la banda a lo largo de toda su trayectoria.

## Lista de canciones

### CD 1: en la bajera
1. «Esperando en un billar»
2. «No pongas el culo»
3. «Quiero perderme»
4. «Aún queda un sitio»
5. «Sabes hablar bien (con tesón)»
6. «Obsesión»
7. «Yo soy quien tú necesitas esta noche»
8. «Vieja satisfacción»
9. «No sé bien porqué»
10. «Su merecido»
11. «Pólvora»
12. «El torniquete»
13. «Con un par»
14. «Tres palabras»
15. «Sólo quiero tu boca»

### CD 2: rarezas
1. «Okupación» (Cara B del single «Lentejuelas»)
2. «Solamente una vez» (canción cedida al colectivo de okupas Katakrak)
3. «En la silla eléctrica» (maqueta acústica '95)
4. «A pecho descubierto» (maqueta acústica '95)
5. «Jaso dezagun euskara» (canción para el Nafarroa Oinez de 1999)
6. «Agradecido» (versión de Rosendo aparecida en Agradecidos)
7. «Enemigo público n.º1» (canción de la BSO de Suerte)
8. «Desconcertado» (canción de la BSO de Suerte)
9. «Graziana Barrenetxekoa» (canción para el recopilatorio Nafarroa hitza dantzan)
10. «No hay tregua» (versión en concierto en el Rock lurraldea)
11. «Sueño con serpientes» (aparecida en el recopilatorio de El Jueves Versión Imposible)
12. «De una a otra dirección» (Elkartasun Eguna)
13. «A escondidas» (maqueta de Bésame)
14. «Bésame» (maqueta de Bésame)
15. «El sapo del cuento» (maqueta de Hombre mate hombre)
16. «No hay tregua» (versión acústica para La Jungla Sonora de Radio Euskadi)
17. «Déjame que me vaya contigo» (A.N.F.A.S. 2007)

### DVD 1
- Ensayo de Barricada fechado en 1985
- Videoclips:

1. «La silla eléctrica»
2. «Correr a ciegas»
3. «No hay tregua» (en directo)
4. «En blanco y negro»
5. «Haz lo que quieras (tu cuerpo)»
6. «Oveja negra»
7. «Problemas»
8. «En blanco y negro» (en directo)
9. «Víctima»
10. «Echa a correr»
11. «El trompo»
12. «Sean bienvenidos»
13. «Y ya no estás»
14. «Mañana será igual»
15. «Juegos ocultos»

- Documental: «Txantrea 14-4-2007»

### DVD 2
- Actuaciones en televisión, entrevistas y directos. Apariciones en los programas Rápido (1992), Tocata (1986), A tope (1988), Rockopop (1989), Plastic (1990), A punto (1992), Lo mejor de cada casa (1994) y Zona franca (1995).
- Directos: 3ª Gran Fiesta del Estudiante (1984), Concierto Homenaje a Tierno Galvan (1986), Todos en concierto (1994), Los conciertos de Radio 3 (2000), Festival Luna Lunera (2007).

## Personal
- Enrique Villareal «El Drogas»: voz y bajo
- Javier Hernández «Boni»: voz y guitarra
- Alfredo Piedrafita: guitarra y coros
- Ibon Sagarna «Ibi»: batería y coros